# Emil Bernhard Petersen
Emil Bernhard Petersen (født 24. januar 1853 i København, død 16. august 1927 i Kastrup) var en dansk telefon- og bankdirektør.
Han var søn af snedkermester P.C.A Petersen og hustru f. Frohn, blev løjtnant af Ingeniørkorpset, afdelingschef og ingeniør i Det Store Nordiske Telegrafselskab. 1890 blev han direktør for Kjøbenhavns Telefon Aktieselskab, hvilket han var indtil 1903. Han fortsatte som bestyrelsesmedlem i telefonselskabet.
I 1903 var han med til at grundlægge Amagerbanken og blev bankens første direktør. Banken begyndte sin virksomhed i E.B. Petersens villa Strandhøj på Amager Strandvej. I 1920 gik han af, men var 1922-24 medlem af bankens bestyrelse.
Han var desuden formand for bygningskommissionen, medlem af skolekommissionen og sundhedskommissionen for Tårnby Sogn og formand for Kastrup Grundejerforening indtil 1911, medlem af Tårnby Sogneråd 1911-17, medlem af Københavns Amtssygehus' direktion 1910-16 og af Københavns Amtsråd fra 1910. Petersen var Ridder af Dannebrog.
Han er begravet på Kastrup Kirkegård.